# Unwetter in Berlin am 14. April 1902

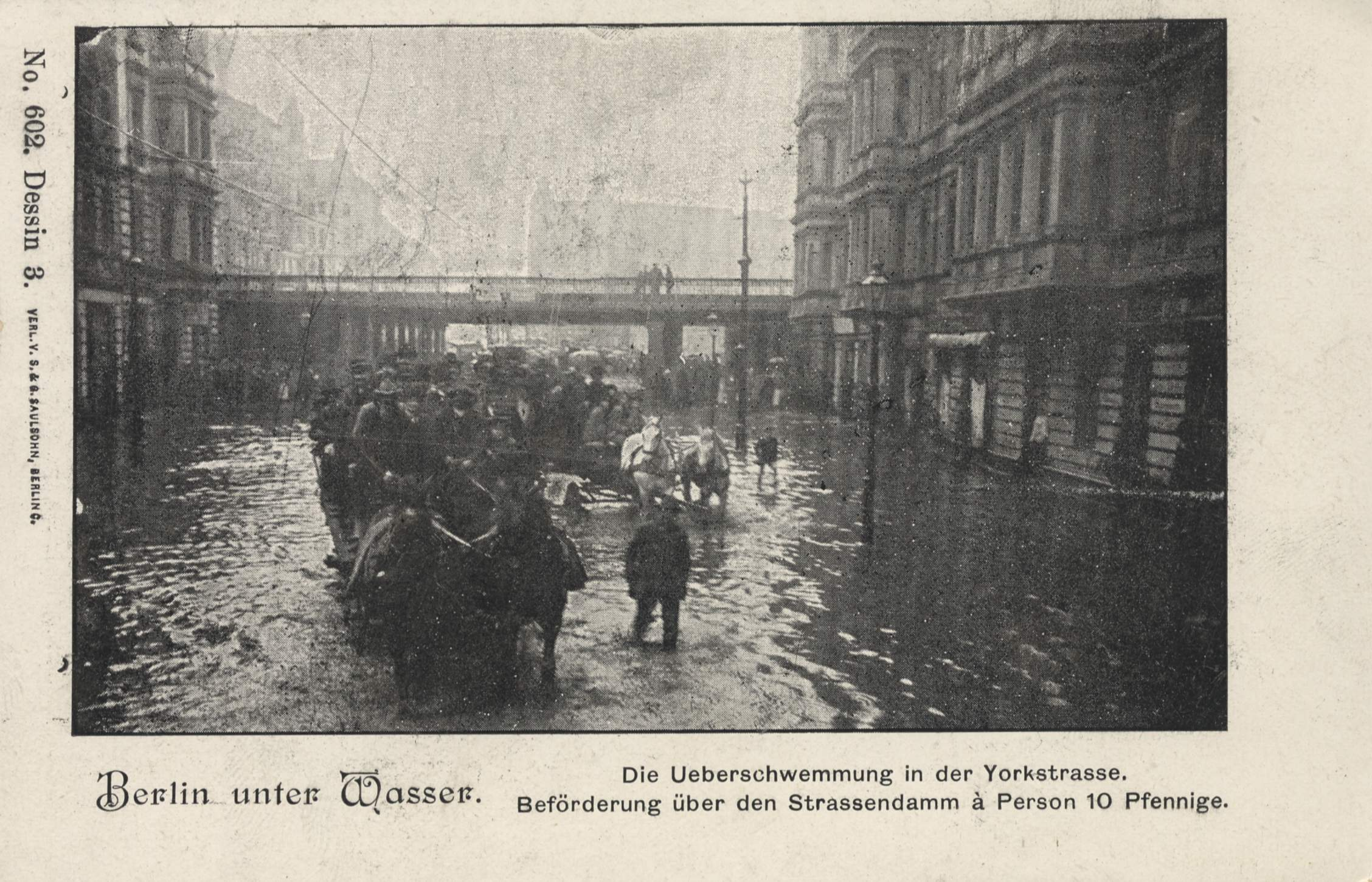
Überschwemmung der Yorkstr. am 14. April 1902

Das Unwetter in Berlin am 14. April 1902 war hinsichtlich der Niederschlagsmenge und der Jahreszeit (Schwergewitter treten meist im Hochsommer auf) außergewöhnlich. Nach einem Wolkenbruch standen die Straßen Berlins stundenlang unter Wasser; es waren Dammrutsche und Hauseinstürze zu beklagen.
In elf Stunden fielen insgesamt 166 mm Regen; dies blieb bis 1959 die höchste in Berlin gemessene Niederschlagsmenge an einem Tag.

## Verlauf des Unwetters
Der Meteorologe Gustav Hellmann (1854–1939) veröffentlichte in der Meteorologischen Zeitschrift einen Artikel darüber, der hier auszugsweise wiedergegeben wird.
Hellmann analysierte
„das überaus heftige Gewitter, das am Montag, den 14. April, gegen 3 Uhr morgens ausbrach, bis 8.45 Uhr morgens dauerte und von einem so heftigen Regen begleitet war, wie ihn Berlin noch nicht erlebt hat. (…)
Der Regenfall begann bald nach 3 Uhr morgens, war stark bis gegen 9 Uhr vormittags und hielt mit Unterbrechungen, aber sehr viel schwächer, noch bis gegen 2 Uhr nachmittags an. In diesem Zeitraum von kaum 11 Stunden wurden gemessen:
- Nördlich von Berlin:
  - Biesenthal: 14,3 mm
  - Blankenburg, 9 km NNE v. Zentrum der Stadt: 60,0 mm
  - Nordend, 7,5 km N: 86,2 mm
  - Aeronaut. Observ. (in Tegel[2]), 7 km NW: 98,6 mm
- Stadt Berlin von N nach S:
  - Städt. Pumpstation X (N Bellermannstr. 7): 137,7 mm
  - Meteorol. Station (N Seestr. 3): 117,8 mm
  - Städt. Pumpstation IV (NW Scharnhorststr. 9): 166,0 mm
  - Meteorol. Station d. Landw. Hochschule (NW Invalidenstr. 42): 155,9 mm
  - Städt. Pumpstation VIII (NW Alt-Moabit 67): 111,3 mm
  - Meteorol. Institut (W Schinkelpl. 6): 118,4 mm
  - Städt. Pumpstation V (E Holzmarktstr. 31): 42,1 mm
  - Meteorol. Station (SW Obentrautstr. 8): 92,8 mm
- Östlich von Berlin:
  - Baumschulenweg, 7,5 km SE: 4,0 mm
  - Rüdersdorf, 28 km ESE: 0,9 mm
- Südlich von Berlin:
  - Groß-Lichterfelde, 11 km SSW: 54,0 mm
  - Kleinbeeren (Ortsteil von Großbeeren), 18 km SzW: 4,3 mm
- Westlich von Berlin:
  - Westend, 9 km W: 66,7 mm
  - Ruhleben, 12 km WzN: 28,7 mm
  - Spandau, 14 km WzN: 16,8 mm

Am größten sind die Unterschiede im Regenfall in der Richtung von W nach E. Am Ostrande der Stadt beträgt die Menge 10–20 mm, in 7 km Entfernung nur 4 mm, und östlich einer Linie, die etwa in der Richtung Jüterbog – Zossen – Wriezen, also nur 28 km östlich von Berlin, verläuft, regnete es überhaupt nicht.
Das Gebiet des Maximal-Regenfalls mit beiläufig 150–170 mm liegt im nordwestlichen Theile der inneren Stadt und dürfte kaum einen halben Quadratkilometer groß sein.
Aber auch nach W hin ist der Abfall der Regenmenge groß; denn nur 11 km westlich vom Maximalgebiet, in Ruhleben bei Spandau, werden bloß 29 mm gemessen.
Am geringsten sind natürlich die Unterschiede in der Richtung von NNE nach SSW, in der das Unwetter fortgeschritten ist. (…) Über den Verlauf des Wolkenbruchs in Berlin selbst geben die Aufzeichnungen einiger Pluviographen an den städtischen Pumpstationen (…) nähere Auskunft. (…) Der Regenfall scheint (…) zwischen 5 und 6 Uhr morgens am ergiebigsten gewesen zu sein. Bald nach 6 Uhr (6.10 bis 6.16 Uhr wird notiert) fiel in einem Theil der inneren Stadt auch starker Hagel, der bis gegen 6.40 Uhr anhielt. Er wurde von den Wasserströmen, die sich auf den Straßen gebildet hatten, nach tiefer gelegenen Orten und in die Häuser fortgeschwemmt, wo er bis gegen Mittag, ja stellenweise bis zum nächsten Tage noch liegen blieb und in Dutzenden von Eimern weggeschafft werden musste. Dieser Hagel hat durch Verstopfung der Röhren etc. sicherlich auch dazu beigetragen, dass die enormen Wassermassen langsamer abflossen und der durch sie angerichtete Schaden, den man nach vielen Hunderttausenden von Mark bemessen darf, noch größer wurde, als er bei bloßem Regenfall gewesen wäre. Der Straßenverkehr erlitt am Vormittag erhebliche Störungen, und sogar der Schulunterricht musste ausfallen, was in Berlin wohl noch nie dagewesen ist.“
Zu beachten ist dabei, dass sich der Artikel auf das damalige Stadtgebiet Berlins bezieht, das bis zur Erweiterung 1920 nur das heutige unmittelbare Zentrum umfasste. Eine stadtklimatische Untersuchung von 1990 lässt offen, ob in den höheren Lagen des Bereichs Wilmersdorf-Schöneberg-Tempelhof nicht ähnlich hohe Regenmengen wie in Pankow und Wedding gefallen sind, die nur mangels Messstellen nicht registriert wurden.
Hermann Stade (1867–1932) veröffentlichte eine Untersuchung zu dem Unwetter, in der das Abendblatt der Staatsbürger-Zeitung vom 14. April 1902 zitiert wird (nach dem Scan notiert):
„Gegen 2 Uhr morgens (14. April) nahte sich das Gewitter, aus Nordosten kommend, der Reichshauptstadt zunächst nur unter Blitz- und Donnererscheinungen. Gegen 2 1/2 Uhr setzte leichter Regen ein, dem gegen 3 Uhr stellenweise ein gewaltiger Hagelschlag folgte. Um 3 3/4 Uhr fielen besonders im Südwesten, Westen und Zentrum solche Eismassen, dass Fahrdämme und Bürgersteige bis zu 10 cm hoch bedeckt waren … Um 4 1/2 Uhr endlich trat wolkenbruchartiger Regen ein, von dem zunächst ganz besonders der Norden betroffen wurde. Innerhalb weniger Minuten stand fast der ganze Gesundbrunnen unter Wasser, und die bedrängten Bewohner der Kellerräume vermochten vielfach ihr Mobiliar nicht zu retten. In drei Fällen mussten Feuerwehrleute in Betten bezw. Wiegen schwimmende Kinder aus ihrer gefährlichen Lage herausholen. Und nun dehnte sich die Wasserflut über alle Stadtgegenden Berlins aus. Obwohl auf sämtlichen Pumpstationen alle Maschinen in Thätigkeit gesetzt waren, viele Hundert Millionen Liter Wasser nach den Rieselfeldern befördert wurden und sämtliche Notausgänge ungeheure Wassermassen in die Spree ergossen, drängten die Fluten aus den Kanälen springbrunnenartig auf die Straßen.“
Stade selbst schreibt: „Viele Straßen und Plätze Berlins waren nachher 3 (8?) Stunden lang hoch überschwemmt und glichen großen Seen. In den tiefer liegenden Teilen der Stadt, wie z. B. in der Yorckstraße, überschritt die Wasserhöhe in den Morgenstunden des 14. April 1/2 (?) Meter, aber auch in den höher gelegenen Gegenden des Nordens und Nordostens stieg das Wasser auf nahezu 1/2 (?) Meter, so dass die dortigen Einwohner stundenlang in ihre Häuser gebannt waren. Vielfach wurde das Pflaster aufgerissen, und große Mengen abgeschwemmten Sandes verstopften die Zugänge zu den Abfluss-Kanälen; den gleichen Übelstand verursachte an vielen Stellen der in ungeheuren Massen gefallene Hagel, welcher durch das die Straßen entlang flutende Wasser zusammengetragen wurde. Weit ausgedehnte, lang anhaltende Überschwemmungen waren die Folge davon. Mehrfach stürzten Häuser infolge Unterwaschung der Grundmauern ein, und an der Nordbahn fand ein Dammrutsch statt, welcher nicht allein zu einer mehrtägigen Unterbrechung des Eisenbahnverkehrs führte, sondern auch benachbarte Häuser teils zum Einsturz brachte, teils so stark gefährdete, dass sie geräumt werden mussten. Zahlreiche Blitzschläge wurden aus allen Stadtteilen, insbesondere aus dem Norden gemeldet. An vielen Stellen wurden die Trägermasten der Straßenbahn vom Blitz getroffen, und mehrfach brannten die Speisepunkte aus. Hierdurch, sowie durch das Umstürzen einiger vom Wasser unterspülter Trägermasten wurde im Berliner Straßenbahnverkehr eine Störung von einem Umfange hervorgerufen, wie er bis dahin noch nicht dagewesen war; keine einzige Straßenbahnlinie konnte den Betrieb ohne jede Unterbrechung aufrecht erhalten.“

## Ursachen des Unwetters
Da 1902 ausschließlich „traditionelle“ Wetterbeobachtungen in Bodennähe erfolgten, bleibt die nachträgliche Analyse der Wetterlage unsicher. „Leider sind in dieser Zeit die jetzt in Deutschland bestehenden Drachenstationen noch nicht in Tätigkeit gewesen; man hat deshalb keinen Einblick in die Luftdruck- und Temperaturverteilung der oberen Luftschichten, welche natürlich eigentlich maßgebend für die Richtung des Fortschreitens der Gewitter gewesen ist.“ Weder die Untersuchung H. Stades noch das synoptische Archiv der Wetterzentrale lassen eindeutige Schlüsse auf die Ursachen der Katastrophe zu. Eine Interpretationsmöglichkeit ist bodennah einfließende Warmluft, die durch einen Höhentrog labilisiert wird. Geringe Luftdruckgegensätze in der Höhe dürften der Grund gewesen sein, weshalb die Gewitterzellen so langsam zogen und lange über der Stadt verweilen konnten. Ungewöhnlich dabei ist die von Hellmann genannte und vom synoptischen Archiv der „Wetterzentrale“ gestützte Zugrichtung von Nordost nach Südwest, die auf ein „Ost-“ oder „Warmlufteinschubgewitter“ schließen lässt. Diese Gewitterform ist selten (nach der Untersuchung H. Stades wurden die Berliner Meteorologen von der Entwicklung überrascht) und tritt nur an quasistationären Warmfronten auf, die so langsam wandern, dass an ihnen Wellenbildungen möglich werden; Auch der Hinweis Stades, dass mehrere Gewitterzellen bei und über der Stadt gestanden haben könnten, deutet in diese Richtung. Gewitter dieser Art zeichnen sich oft durch besondere Heftigkeit aus. Zusätzlich können nächtliche Labilisierung durch Abstrahlung an der Wolkenobergrenze und die Erhöhung der Niederschlagstätigkeit durch den „Stadteffekt“ verstärkend gewirkt haben.
In der klimatologischen Reihe von Berlin wird für den 14. April 1902 lediglich ein Niederschlagswert von 67,4 mm verzeichnet, was der um 7 Uhr gemessenen Menge an der damals in Kreuzberg befindlichen Klimastation entspricht und die gemessenen Einzelsummen der anderen Berliner Niederschlagsmessstellen nicht berücksichtigt. Im Zeitraum von 1848 (dem Beginn der Beobachtungen durch das Preußische Meteorologische Institut) bis 1983 wurden in Berlin nur noch an zwei weiteren Tagen Niederschlagssummen von 100 mm überschritten. Noch Reinhard Süring führt den Wolkenbruch von 1902 als Berlin-Rekord in seinem Lehrbuch der Meteorologie auf. Die Niederschlagsmenge von 166 mm ist im Stadtgebiet von Berlin erst am 15./16. August 1959 vom sogenannten Riemeisterfenn-Regen überboten worden, als innerhalb von 30 Stunden 210 mm fielen. Am 29. Juni 2017 wurde mit 215,8 mm am Forstamt Tegel (Station des Stadtmessnetzes des Instituts für Meteorologie der Freien Universität Berlin) der Rekordwert für die 24-stündige Niederschlagsmenge auf dem Gebiet des Landes Berlin registriert. Als höchste Niederschlagsintensität innerhalb des Stadtgebiets gelten hingegen die am Flughafen Berlin-Tegel am Abend des 25. August 2006 innerhalb von nur 75 Minuten gefallenen 123,4 mm. Zuvor hatte 42 Jahre lang das sogenannte Siebenschläfer-Unwetter von 1964 mit 80,8 mm in 2 Stunden, gemessen am Flughafen Berlin-Tempelhof, den Intensitätsrekord gehalten. In Brandenburg wurde die bisher höchste Tagesniederschlagssumme am 12. Juni 1993 mit 255,8 mm in Pritzwalk gemessen, während die stärkste Niederschlagsintensität am 29. Juni 1994 auftrat, als beim Durchzug von fünf heftigen Hagelgewittern in Werder (Havel) innerhalb von nur 3 1/2 Stunden 176,7 mm fielen.

## Zeitgenössische Berichte
„Am 14. April musste der Unterricht ausgesetzt werden, weil ein wolkenbruchartiges Unwetter, das von 3 bis 9 Uhr morgens tobte, die meisten Wege für Fußgänger und Fuhrwerk ungangbar gemacht hatte, so dass bei Beginn des Unterrichts in manchen Klassen nicht ein Viertel der Schüler anwesend war und auch diese so durchnässt, dass sie ohne Gefahr einer Erkältung nicht stundenlang in den Kleidern hätten bleiben können.“

Ein Schulausfall wegen Unwetter ist in den Annalen des Gymnasiums seit mindestens 1880 nicht verzeichnet! Das Gymnasium lag in der Friedrichstraße 126.

„Montag, den 14. April, musste der Unterricht infolge eines am Morgen über Berlin hereinbrechenden heftigen Unwetters ausgesetzt werden.“

„Der Unterricht fiel aus am 14. April wegen des großen Unwetters, durch welches die Höfe und Keller des Schulgrundstücks überschwemmt wurden.“

Für die Isoliertheit des Gewitters spricht die gemessene Niederschlagssumme der nahen Wetterstation Potsdam, die "nur" 26,5 mm betrug, und die Beobachtung des Pfarrers und Schriftstellers Heinrich Wolfgang Seidel, der als Vikar im etwa 80 km nördlich liegenden Ort Boitzenburg eingesetzt war und von dort regelmäßig Briefe schrieb, die 1951 in Buchform veröffentlicht wurden. Am 14. April 1902 kam die Postkutsche aus Berlin viele Stunden verspätet nach Boitzenburg „und brachte schreckliche Nachrichten mit über den Berliner Wolkenbruch. Hier war so ein holder verklärter Frühlingstag mit warmen Winden und Vogelsingen gewesen, dass wir ganz überrascht waren.“

## Folgen
Zusammen mit weiteren Panke-Hochwässern 1904 und 1905 war die Flut der Anlass für die 1911 begonnenen Planungen zum Bau des Nordgrabens, der überschüssiges Wasser der Panke in den Tegeler See umleitet.

## Schäden

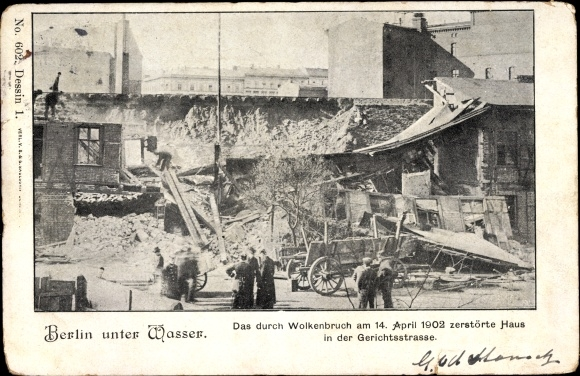
Das zerstörte Haus in der Gerichtstraße

Ein Großteil des Niederschlags (Stationswerte Bellermannstraße, Scharnhorststraße) fiel im Bereich des Unterlaufs der Panke. Ihr Flussbett, in Gesundbrunnen und Wedding kanalisiert und eng mit Mauern eingerahmt, konnte die Wassermassen nicht fassen und spülte die Fundamente der angrenzenden Häuser weg. In der Gerichtstraße in Wedding stürzte am frühen Morgen ein Haus, die Nr. 23, in sich zusammen. (Die heutige Nr. 23, ein Jugendstilbau von 1906, liegt allerdings 100 m „landeinwärts“.)
An der General-Pape-Straße an der Grenze Schönebergs zu Tempelhof rutschten Abschnitte des Dammes der Straßenbahn weg. Ein ähnlicher Erdrutsch blockierte die Nordbahn im Stadtgebiet.